# Hypoponera jeanneli
Hypoponera jeanneli es una especie de hormiga del género Hypoponera, subfamilia Ponerinae. 

## Distribución
Esta especie se encuentra en Camerún, Etiopía, Kenia, Sudán del Sur, Tanzania y Uganda.